# Harrison Township
Harrison Township är en kommun (township) i Macomb County i delstaten Michigan, USA.